# Saint-Cyr-la-Lande
Saint-Cyr-la-Lande és un municipi francès situat al departament de Deux-Sèvres i a la regió de la Nova Aquitània. L'any 2007 tenia 335 habitants.

## Demografia

### Població
El 2007 la població de fet de Saint-Cyr-la-Lande era de 335 persones. Hi havia 135 famílies de les quals 24 eren unipersonals (8 homes vivint sols i 16 dones vivint soles), 59 parelles sense fills i 52 parelles amb fills.
La població ha evolucionat segons el següent gràfic:
Habitants censats

### Habitatges
El 2007 hi havia 153 habitatges, 129 eren l'habitatge principal de la família, 11 eren segones residències i 14 estaven desocupats. Tots els 153 habitatges eren cases. Dels 129 habitatges principals, 106 estaven ocupats pels seus propietaris, 21 estaven llogats i ocupats pels llogaters i 2 estaven cedits a títol gratuït; 5 tenien dues cambres, 15 en tenien tres, 33 en tenien quatre i 76 en tenien cinc o més. 108 habitatges disposaven pel capbaix d'una plaça de pàrquing. A 48 habitatges hi havia un automòbil i a 72 n'hi havia dos o més.

### Piràmide de població
La piràmide de població per edats i sexe el 2009 era:
| Homes | Edats   | Dones |
| ----- | ------- | ----- |
| 0     | 95 o +  | 0     |
| 0     | 90 a 94 | 4     |
| 0     | 85 a 89 | 8     |
| 0     | 80 a 84 | 0     |
| 8     | 75 a 79 | 16    |
| 8     | 70 a 74 | 4     |
| 8     | 65 a 69 | 8     |
| 8     | 60 a 64 | 8     |
| 8     | 55 a 59 | 16    |
| 8     | 50 a 54 | 8     |
| 8     | 45 a 49 | 12    |
| 16    | 40 a 44 | 12    |
| 16    | 35 a 39 | 12    |
| 0     | 30 a 34 | 4     |
| 16    | 25 a 29 | 12    |
| 4     | 20 a 24 | 12    |
| 24    | 15 a 19 | 8     |
| 20    | 10 a 14 | 16    |
| 12    | 5 a 9   | 0     |
| 8     | 0 a 4   | 0     |

## Economia
El 2007 la població en edat de treballar era de 216 persones, 163 eren actives i 53 eren inactives. De les 163 persones actives 149 estaven ocupades (93 homes i 56 dones) i 14 estaven aturades (3 homes i 11 dones). De les 53 persones inactives 23 estaven jubilades, 10 estaven estudiant i 20 estaven classificades com a «altres inactius».

### Ingressos
El 2009 a Saint-Cyr-la-Lande hi havia 133 unitats fiscals que integraven 363 persones, la mediana anual d'ingressos fiscals per persona era de 15.817 €.

### Activitats econòmiques
Dels 3 establiments que hi havia el 2007, 2 eren d'empreses de construcció i 1 d'una empresa de comerç i reparació d'automòbils.
Dels 2 establiments de servei als particulars que hi havia el 2009, 1 era un guixaire pintor i 1 lampisteria.
L'any 2000 a Saint-Cyr-la-Lande hi havia 21 explotacions agrícoles que ocupaven un total de 1.001 hectàrees.

## Poblacions més properes
El següent diagrama mostra les poblacions més properes.